# I mostri delle rocce atomiche
I mostri delle rocce atomiche (The Trollenberg Terror) è un film del 1958 diretto da Quentin Lawrence. Il film è il remake della miniserie televisiva The Trollenberg Terror, trasmessa dall'ATV nel dicembre del 1956.

## Trama
Sul monte Trollenberg, in Svizzera, un alpinista viene trovato decapitato. La causa sembra legata a una misteriosa nube radioattiva. Il professor Crevett del vicino osservatorio richiede l'intervento del mediatore delle Nazioni Unite Alain Brooks.
Con lui arrivano anche le due sorelle Sarah e Anna Pilgrim; la seconda delle due è dotata di poteri telepatici. Durante una dimostrazione delle proprie facoltà, ha la visione di un rifugio in alta montagna, in cui due alpinisti vengono aggrediti dalla nube radioattiva. Sul posto sono inviati dei soccorsi, che rinvengono uno degli alpinisti decapitato. L'altro, invece, posseduto da una strana forza, aggredisce e uccide tutt'e due i soccorritori; si reca poi all'albergo dove soggiorna Anna per ucciderla, ma viene ucciso prima di riuscirci.
La nube radioattiva scende ora sul villaggio e quando essa è prossima all'albergo ne esce un enorme alieno con un solo occhio dotato di tentacoli. Tutti si rifugiano all'osservatorio, che viene assediato dalla nube. Scoperto che gli alieni possono vivere solo alle basse temperature, vengono combattuti a colpi di bomba Molotov. Richiesto l'intervento dell'aeronautica, gli invasori sono infine sconfitti con bombe incendiarie.

## Produzione
Il film fu girato presso i Southall Studios, a Southall, nel Middlesex (Regno Unito).

## Distribuzione
Il film uscì nei cinema britannici il 7 ottobre 1958, e in quelli statunitensi il 31 dicembre dello stesso anno. In Svezia invece fu distribuito nelle sale a partire dal 2 febbraio del 1959 e in Germania Occidentale dal 24 luglio, sempre del 1959.
Il film è stato distribuito nel Regno Unito anche con i titoli alternativi Creature from Another World, The Creeping Eye, The Flying Eye, Trollenberg Horror. Negli Stati Uniti invece è stato distribuito con il titolo The Crawling Eye. In Portogallo il film è circolato con il titolo As Criaturas de Tollenberg; in Svezia come Mysteriet Trollenberg; nell'Unione Sovietica come Ужас Тролленберга e in Germania Occidentale come Die Teufelswolke von Monteville.

## Citazioni e riferimenti
- Gli alieni monocoli dotati di tentacoli Kang e Kodos, personaggi ricorrenti negli episodi della serie televisiva animata I Simpson, sono evidentemente ispirati ai mostri del film I mostri delle rocce atomiche.[1]
- Il gruppo punk rock statunitense Misfits ha dedicato un pezzo alla pellicola, intitolato "The Crawling Eye" e comparso nel disco Famous Monsters, pubblicato nel 1999.
- All'interno del romanzo It, la pellicola è menzionata come l'unica ad aver mai provocato incubi notturni in gioventù al coprotagonista Richie Tozier.
- Nell'episodio 9 della settima stagione di Riverdale, il film viene proiettato in 4D per poter aumentare la popolarità di un cinema con difficoltà economiche.